# Fa sostenido mayor
Fa sostenido mayor (abreviatura en sistema europeo Fa♯M y en sistema americano F♯) es la tonalidad que consiste en la escala (la unión de 7 notas consecutivas) mayor de Fa sostenido, y contiene las notas fa sostenido, sol sostenido, la sostenido, si natural, do sostenido, re sostenido, mi sostenido, fa sostenido . Su armadura contiene 6 sostenidos.
Su tonalidad relativa es Re sostenido menor, y su tonalidad homónima es Fa sostenido menor. Su equivalente enarmónico es Sol bemol mayor. 

## En Guitarra
(tónicas/notas)
6.ª cuerda, 2.º traste / 14.º traste (octava)
5.ª cuerda 9.º traste / 21.º traste (octava)
4.ª cuerda 4.º traste / 16.º traste (octava)
3.ª cuerda 11.º traste / 23.º traste (octava)
2.ª cuerda 7.º traste / 19.º traste (octava)
1.ª cuerda 2.º traste / 14.º traste (octava)

## Otros
Domenico Scarlatti compuso sólo dos sonatas en esta tonalidad, las K. 318 y K. 319. Ninguna de sus sonatas está en una tonalidad con más sostenidos. La única sinfonía del repertorio estándar sería la Sinfonía n.º 10 de Gustav Mahler, que quedó inconclusa (si bien hay algunos movimientos de otras sinfonías que están en esta tonalidad). Dos de las sonatas para piano de Aleksandr Skriabin, las n.º 4 y n.º 5, están en Fa sostenido mayor. Es usada en sinestesia para representar el color celeste.

## Obras clásicas en esta tonalidad
- Sonata para piano n.º 24 Op. 78 - Beethoven
- Estudio para piano n.º 5 "Teclas negras" Op. 10 - Chopin, este mismo hace a la mano derecha tocar únicamente las notas negras del piano (C#, D#, F#, G#, A#), característica de la tonalidad en cuestión que las contiene.
- Humoresque Op. 101 No. 7 - Dvorak
- "Sixtes" de la serie Six études, op 5 de Jeanne Demessieux.

| Tonalidad   | 7 ♭       | 6 ♭        | 5 ♭       | 4 ♭       | 3 ♭       | 2 ♭       | 1 ♭      | 0        | 1 ♯       | 2 ♯      | 3 ♯       | 4 ♯       | 5 ♯        | 6 ♯       | 7 ♯       |
| Modo mayor: | do♭ mayor | sol♭ mayor | re♭ mayor | la♭ mayor | mi♭ mayor | si♭ mayor | fa mayor | do mayor | sol mayor | re mayor | la mayor  | mi mayor  | si mayor   | fa♯ mayor | do♯ mayor |
| Modo menor: | la♭ menor | mi♭ menor  | si♭ menor | fa menor  | do menor  | sol menor | re menor | la menor | mi menor  | si menor | fa♯ menor | do♯ menor | sol♯ menor | re♯ menor | la♯ menor |